# Turridae
Turridae é uma família de gastrópodes da ordem Neogastropoda.

## Subdivisões
- Gênero Acanthodaphne Bonfitto & Morassi, 2006
- Gênero Bathyclionella Kobelt, 1905
- Subfamília Borsoniinae
- Subfamília Clavatulinae
- Subfamília Cochlespirinae
- Subfamília Crassispirinae
- Gênero Cymakra Gardner, 1937
- Subfamília Daphnellinae
- Gênero Hemilienardia Boettger, 1895
- Subfamília Mitromorphinae
- Subfamília Pseudomelatominae
- Gênero Stenodrillia Korobkov, 1955
- Subfamília Strictispirinae
- Gênero Surcula H. Adams & A. Adams, 1853
- Subfamília Thatheriinae
- Subfamília Turriculinae
- Subfamília Turrinae
- Gênero Vitricythara Fargo, 1953
- Subfamília Zemaciinae
- Subfamília Zonulispirinae